# Gravats del Roc de les Bruixes

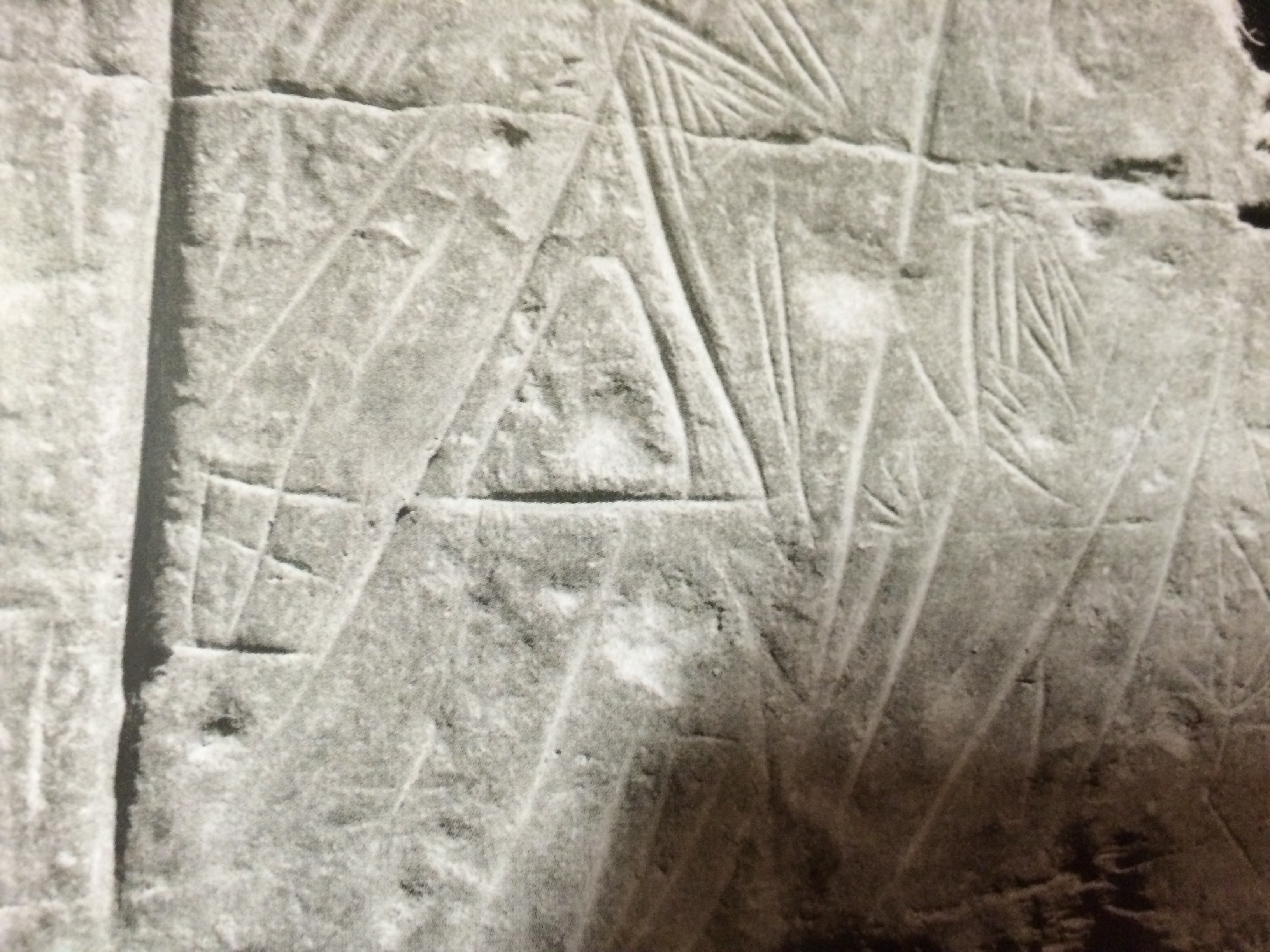
Roc de les Bruixes (2014)

Der Roc de les Bruixes (auch: Gravats del Roc de les Bruixes, dt.: Steinritzungen des Hexenfelsens) trägt eine Reihe von prähistorischen Gravierungen aus der Bronzezeit in Andorra. Die Gravuren nehmen eine Fläche von etwa 2 m² ein. Der Felsen befindet sich im Süden der Parròqia Canillo, im Poble de Prats. Die Entdecker interpretierten die Gravuren als Grabinschriften und bezeichnen sie als die ersten Dokumente von Schrift in Andorra.

## Entdeckung
Die Felsritzungen wurden von den Einwohnern der Gegend erst spät als bedeutsam erkannt. Erst im Jahr 1962 beschrieb Pere Canturri die Ritzungen im Zuge von Bestandsaufnahmen zu Ortsnamen und Legenden, welche sich auf lokale fromme Legenden oder Aberglauben beziehen.
Aufgrund der Technik und der Darstellungen werden die Ritzungen in drei Gruppen eingeteilt:
Die Hauptgruppe besteht aus Zeichnungen, die sich um einen tiefen Einschnitt in V-Form gruppieren (dibuixos traçats amb una incisió fonda de secció en forma de V). Einige der Linien scheinen mit einer zweiten Gruppe verbunden zu sein, die aus kleinen Vertiefungen (cassoletes o clots elaborats) besteht. Diese Ritzungen sind vergleichbar mit anderen Ritzzeichnungen aus Norditalien, die schwer zu interpretieren sind.
Die dritte Gruppe umfasst Zeichnungen, mit viel feineren Einschnitten, welche verschiedene menschlichen Figuren und ein Pferd darstellen. Diese Ritzungen stimmen vermutlich aus dem Mittelalter.

## Legenden
Der Volksglaube interpretiert diese Ritzungen als Spuren eines Kampfes zwischen dem Teufel und den Hexen von Canillo. In dem grausamen und blutigen Kampf warfen die Hexen den Teufel in einen Abgrund und er hinterließ die Kratzspuren seiner Krallen auf dem Felsen. Daher hielten die Einwohner den Felsen und die Ritzungen für unheilbringend.
Diese Legende geht auf das 19. Jahrhundert zurück als der Glauben an Hexen und das Vorhandensein von Räuberbanden solche Geschichten entstehen ließ.